# Alcibiade (série télévisée d'animation)
Pour les articles homonymes, voir Alcibiade (homonymie).
Alcibiade (Snagglepuss) est une série télévisée d'animation américaine de 31 épisodes d'environ 6 minutes produite par les studios Hanna-Barbera et diffusée en syndication entre 1961 et 1962 en tant que segment de l'émission Yogi l'ours. 
En France, la série est diffusée à partir du 2 septembre 2004 à 2008 sur Boomerang.

## Synopsis
Alcibiade est un puma au poil rose qui vit dans une caverne qu'il essaye toujours de rendre plus confortable. Il porte toujours un faux-col blanc de chemise, des manchettes et un nœud de papillon. Passionné de littérature shakespearienne, il rêve de devenir un grand acteur. Souvent, il brise  le quatrième mur avec des soliloques et des apartés, et s'exprime dans un style théâtral et précieux. Seulement voilà : il se trouve qu'Alcibiade est une espèce de puma très recherchée ; il est donc la cible préférée des chasseurs et plus particulièrement du minuscule Major Minor. Mais ses talents d'acteur le sortent régulièrement des situations les plus délicates. Son juron favori est (en français) : « Ciel d'Afrique et patte de gazelle ! »

## Distribution

### Voix originales
- Daws Butler : Snagglepuss (Alcibiade en VF)

## Voix françaises
- Roger Carel : Alcibiade
- Guy Piérauld : Personnages secondaires

## Épisodes
1. Opération majeure (Major Operation)
2. Une dispute pour une opinion (Feud for Thought)
3. Vivre et être lion (Live and Lion)
4. Un lion chat-peureux (Fraidy Cat Lion)
5. Shérif à mi-temps (Lion's Share Sheriff)
6. Un lion peu disert (Cagey Lion)
7. Dispute royale (Royal Ruckus)
8. Le Lion hurleur (The Roaring Lion)
9. Les pattes applaudissent (Paws for Applause)
10. Chevaliers et Confusion (Knights and Daze)
11. Des gangsters partout (The Gangsters All Here)
12. Le Bol (Having a Bowl)
13. Bandit au berceau (Diaper Desperado)
14. Une erreur de flèche (Arrow Error)
15. Doublement timide (Twice Shy)
16. Houppelande et trébuchement (Cloak and Stagger)
17. Souviens-toi de tes lions ? (Remember Your Lions)
18. Souviens-toi de la confusion (Remember The Daze)
19. L'Entraînement express d'Alcibiade (Express Trained Lion)
20. Une jungle hostile (Jagged Jungle)
21. Sur la piste du lion (Lion Tracks)
22. Sauter s'avère plus difficile que prévu (Spring Hits A Snag)
23. Alcibiade est légalement un aigle (Legal Eagle Lion)
24. Je ne connais pas, poète (Don't Know It Poet)
25. Bouger la queue pour se faire voir (Tail Wag Snag)
26. Destruction (Rent and Rave)
27. Le Track sur la rampe (Footlight Fright)
28. Un de trop (One Two Many)
29. Rongeur royal (Royal Rodent)
30. Chargez ce lion ! (Charge that Lion)
31. Sois mon fantôme (Be My Ghost)